# 長瀞陣屋
長瀞陣屋（ながとろじんや）は、出羽国村山郡（山形県東根市）に置かれた長瀞藩の陣屋。

## 概要
長瀞陣屋とは中世の長瀞城を利用し、三重の堀を廻らした｢二の堀」の内側を陣屋に使用した。出羽を治めた最上氏改易後は代官陣屋が置かれ、寛政10年（1798年）米津通政が武蔵国久喜藩から移封された。
陣屋は114m四方の正方形をしている。戦国時代は長瀞氏の居城であったが、後に最上氏に属すことになる。天領を経て、幕府陣屋跡に陣屋を築いた。（なお、米津氏は定府大名）
戊辰戦争では奥羽越列藩同盟に属したため、新政府軍の攻撃を受け、陣屋の建物を焼失、明治2年（1869年）上総国大網に移り、のち常陸国龍ヶ崎に移った。
陣屋跡は住宅地となっているが、周囲の堀と土塁が一部残っている。明治以降は土塁が崩され、宅地化が進んでいった。
　　　　　　

### 二つの伝承のある大手門
大手門が禅会寺山門として移築されている。また、長源寺山門も大手門の移築と言われていて、どちらが江戸初期の城館のものか、陣屋のものか、これからの調査が待たれる。